# Zhonghuamen (Nankin)

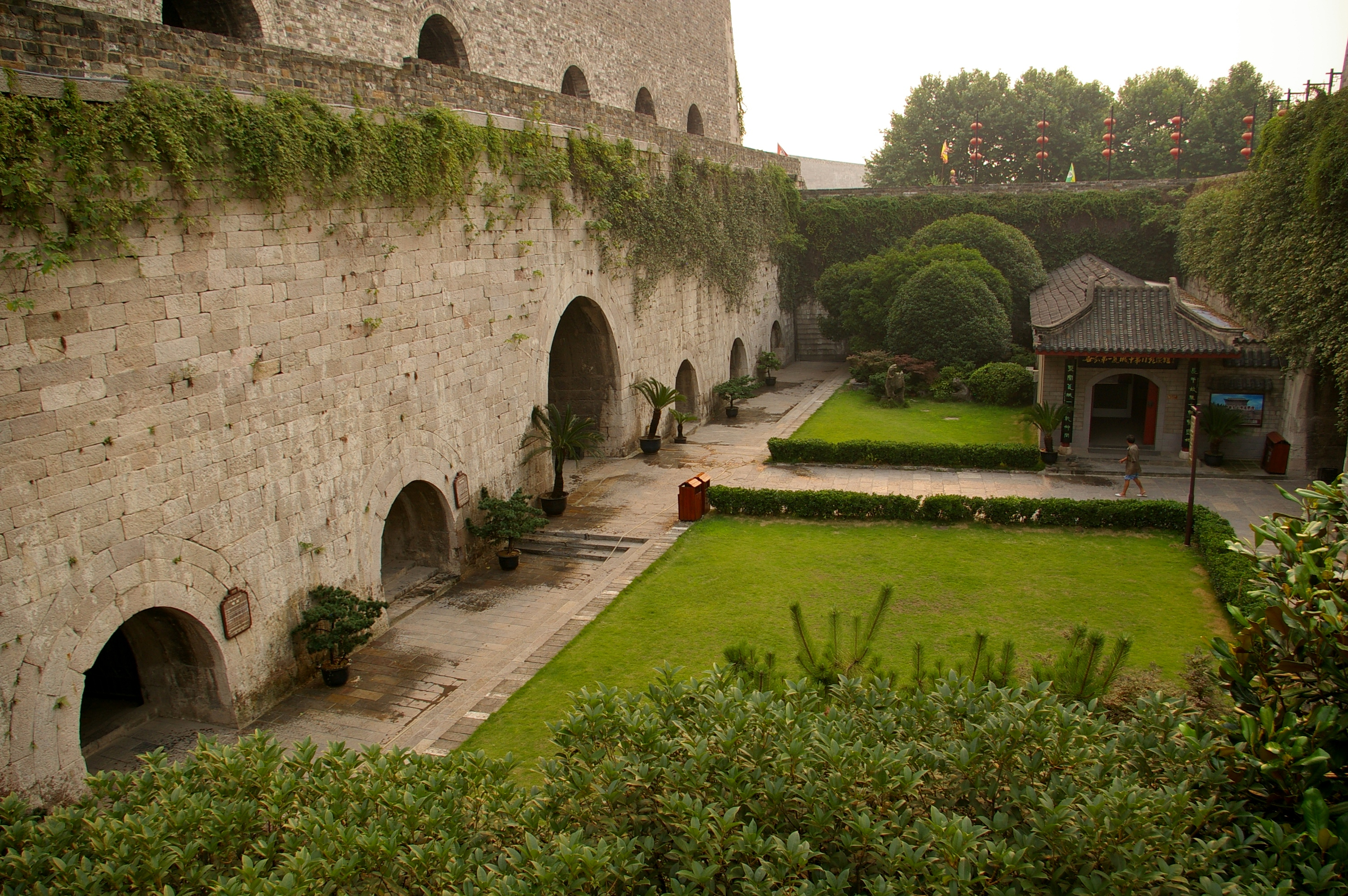
Widok na jeden z dziedzińców

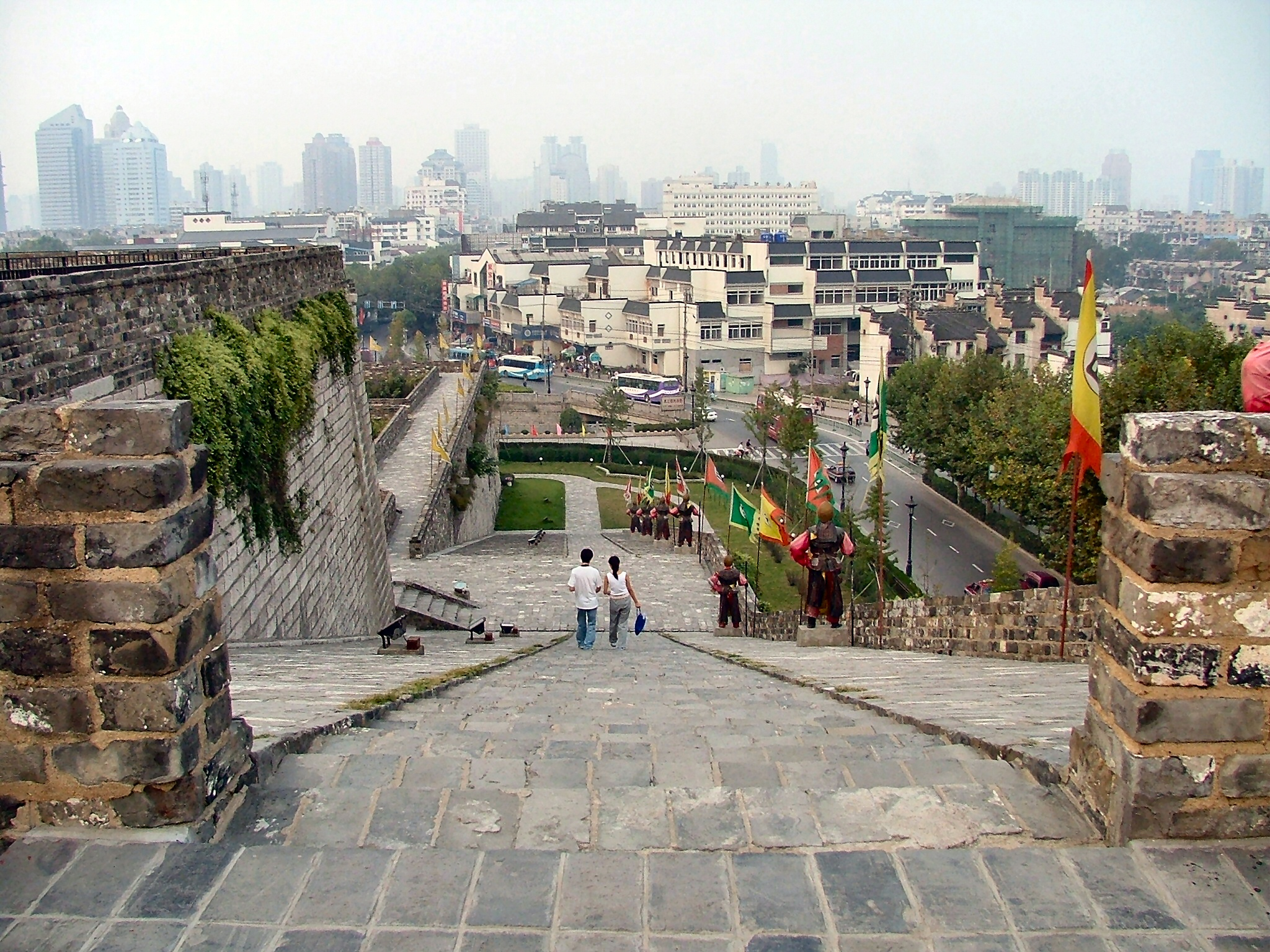
Widok ze schodów wiodących do głównej wieży

Zhonghuamen (chin. upr. 中华门, chin. trad. 中華門, pinyin Zhōnghuámén) – dawna południowa brama miejska Nankinu.
Wybudowana została w latach 1366–1387, podczas budowy murów miejskich Nankinu przez cesarza Zhu Yuanzhanga, na miejscu wcześniejszej budowli z X wieku. Brama stanowi monumentalną, skomplikowaną strukturę pełniącą również rolę twierdzy. Pierwotnie nosiła nazwę Jubaomen. Obecną nazwę, oznaczającą Brama Chińska, otrzymała w 1931 roku dla upamiętniania rewolucji Xinhai. Cały kompleks ma 15 000 m² powierzchni, 118 m długości wzdłuż osi wschód-zachód i 129 m długości wzdłuż osi północ-południe. Po obu stronach bramy ciągną się wały z pnącymi się w górę szerokimi schodami, po których dowódcy mogli wjeżdżać konno do głównej wieży.
Twierdza składa się z trzech następujących po sobie dziedzińców. W wypadku gdyby wróg sforsował główne wrota, mógł zostać zamknięty na jednym z nich. Pod murami biegnie 27 tuneli, w których magazynowano na wypadek oblężenia wodę i żywność wystarczające dla 3-tysięcznej załogi.
Obecnie na obszarze bramy znajdują się ogrody, w których uprawiane są drzewka bonsai.